# San Marino Tennis Open 2025 - Doppio
Il doppio del torneo di tennis professionistico San Marino Tennis Open 2025, facente parte della categoria Challenger 125 nell'ambito dell'ATP Challenger Tour 2025, si è giocato dal 14 al 20 luglio a San Marino. Tra le coppie partecipanti erano assenti Petr Nouza e Patrik Rikl, i detentori del titolo.
In finale Karol Drzewiecki e Ray Ho hanno sconfitto Miloš Karol e Vitaliy Sachko con il punteggio di 7–5, 7–6(3).

## Teste di serie
1. Karol Drzewiecki /  Ray Ho (campioni)
2. Patrik Trhac /  Marcus Willis (quarti di finale)

1. Denys Molčanov /  David Vega Hernández (primo turno)
2. Federico Agustín Gómez /  Luis David Martínez (quarti di finale, ritirati)

## Wildcard
1. Carlo Alberto Caniato /  Lorenzo Carboni (quarti di finale)

1. Francesco Forti /  Andrea Picchione (primo turno)

## Tabellone

### Legenda
| - Q = Qualificato - WC = Wild card - LL = Lucky loser | - ALT = Alternate - SE = Special Exempt - PR = Protected Ranking | - w/o = Walkover - r = Ritirato - d = Squalificato |

|  | Primo turno | Primo turno                 | Primo turno                 | Primo turno | Primo turno |  |  | Quarti di finale | Quarti di finale     | Quarti di finale     | Quarti di finale     | Quarti di finale     |   |   | Semifinali | Semifinali              | Semifinali              | Semifinali                 | Semifinali                 |   |    | Finale | Finale | Finale | Finale | Finale |  |
|  |             |                             |                             |             |             |  |  |                  |                      |                      |                      |                      |   |   |            |                         |                         |                            |                            |   |    |        |        |        |        |        |  |
|  | 1           | K Drzewiecki R Ho           | K Drzewiecki R Ho           | 7           | 78          |  |  |                  |                      |                      |                      |                      |   |   |            |                         |                         |                            |                            |   |    |        |        |        |        |        |  |
|  |             | D Pichler L Pokorný         | D Pichler L Pokorný         | 64          | 6           |  |  | 1                | K Drzewiecki R Ho    | 6                    | 65                   | [10]                 |   |   |            |                         |                         |                            |                            |   |    |        |        |        |        |        |  |
|  | WC          | CA Caniato L Carboni        | CA Caniato L Carboni        | 78          | 6           |  |  | WC               | CA Caniato L Carboni | 0                    | 7                    | [4]                  |   |   |            |                         |                         |                            |                            |   |    |        |        |        |        |        |  |
|  |             | D Cukierman M Kestelboim    | D Cukierman M Kestelboim    | 6           | 4           |  |  |                  |                      |                      |                      |                      |   |   | 1          | K Drzewiecki R Ho       | K Drzewiecki R Ho       | 7                          | 6                          |   |    |        |        |        |        |        |  |
|  | 3           | D Molčanov D Vega Hernández | D Molčanov D Vega Hernández | 5           | 5           |  |  |                  |                      |                      | S Banthia A Donski   | S Banthia A Donski   | 5 | 4 |            |                         |                         |                            |                            |   |    |        |        |        |        |        |  |
|  |             | Í Cervantes D Rincón        | Í Cervantes D Rincón        | 7           | 7           |  |  |                  | Í Cervantes D Rincón | 6                    | 3                    | [4]                  |   |   |            |                         |                         |                            |                            |   |    |        |        |        |        |        |  |
|  |             | M Dellien F Zeballos        | M Dellien F Zeballos        | 5           | 3           |  |  |                  | S Banthia A Donski   | 3                    | 6                    | [10]                 |   |   |            |                         |                         |                            |                            |   |    |        |        |        |        |        |  |
|  |             | S Banthia A Donski          | S Banthia A Donski          | 7           | 6           |  |  |                  |                      |                      |                      |                      |   |   | 1          | Karol Drzewiecki Ray Ho | Karol Drzewiecki Ray Ho | 7                          | 7                          |   |    |        |        |        |        |        |  |
|  | WC          | F Forti A Picchione         | F Forti A Picchione         | 64          | 3           |  |  |                  |                      |                      |                      |                      |   |   |            |                         |                         | Miloš Karol Vitaliy Sachko | Miloš Karol Vitaliy Sachko | 5 | 63 |        |        |        |        |        |  |
|  |             | M Karol V Sachko            | M Karol V Sachko            | 7           | 6           |  |  |                  | M Karol V Sachko     | M Karol V Sachko     | M Karol V Sachko     | w/o                  |   |   |            |                         |                         |                            |                            |   |    |        |        |        |        |        |  |
|  |             | A Jecan I Liutarevich       | A Jecan I Liutarevich       | 3           | 2           |  |  | 3                | FA Gómez LD Martínez | FA Gómez LD Martínez | FA Gómez LD Martínez |                      |   |   |            |                         |                         |                            |                            |   |    |        |        |        |        |        |  |
|  | 4           | FA Gómez LD Martínez        | FA Gómez LD Martínez        | 6           | 6           |  |  |                  |                      |                      |                      |                      |   |   |            | M Karol V Sachko        | M Karol V Sachko        | 6                          | 6                          |   |    |        |        |        |        |        |  |
|  |             | A Collarini G Villanueva    | A Collarini G Villanueva    | 1           | 4           |  |  |                  |                      |                      | A Paulson M Vrbenský | A Paulson M Vrbenský | 4 | 2 |            |                         |                         |                            |                            |   |    |        |        |        |        |        |  |
|  |             | A Paulson M Vrbenský        | A Paulson M Vrbenský        | 6           | 6           |  |  |                  | A Paulson M Vrbenský | A Paulson M Vrbenský | 7                    | 6                    |   |   |            |                         |                         |                            |                            |   |    |        |        |        |        |        |  |
|  |             | M Bortolotti G Ricca        | M Bortolotti G Ricca        | 3           | 2           |  |  | 2                | P Trhac M Willis     | P Trhac M Willis     | 5                    | 4                    |   |   |            |                         |                         |                            |                            |   |    |        |        |        |        |        |  |
|  | 2           | P Trhac M Willis            | P Trhac M Willis            | 6           | 6           |  |  |                  |                      |                      |                      |                      |   |   |            |                         |                         |                            |                            |   |    |        |        |        |        |        |  |